# Natsumi Takamori
Natsumi Takamori (高森 奈津美, Takamori Natsumi, 14 de fevereiro de 1987, Yamanashi, Japão) é uma dubladora japonesa afiliada à agência de dubladores Pro-Fit. Um de seus trabalhos mais conhecidos é no anime Another (2012), interpretando a voz de Mei Misaki.

## Dublagens notáveis

### Anime

#### 2010
- Fortune Arterial (Kohei Hasekura)
- Jewelpet (Akari Sakura)

#### 2011
- Deadman Wonderland (Hibana Daida)
- A Dark Rabbit Has Seven Lives (Yuica Kurogane)
- Shakugan no Shana (Brigid)
- Dream Eater Merry (Mei Hoshino)
- Sket Dance (Misaki)
- Maken-ki! (Yuka Amado)

#### 2012
- Atchi Kotchi (Saki Sakimori)
- Another (Mei Misaki)
- Bodacious Space Pirates (Sasha Staple)
- Gokujō!! Mecha Mote Iinchō (Konatsu Toro)
- Pretty Rhythm: Dear My Future (Reina Miyama)
- High School DxD (Souna Shitori)
- Zero no Tsukaima (Janet)
- Touhou Musou Kakyou 2 (Kaguya Houraisan)
- Sakura-sō no Pet na Kanojo (Misaki Kamiigusa)

### OVA

#### 2011
- Maken-ki! (Yuka Amado)
- Wish Upon the Pleiades (Subaru)

### Videogame
- Tantei Opera Milky Holmes (Ellery Himeyuri)